# トレカスターニ
トレカスターニ（イタリア語: Trecastagni, シチリア語: Triccastagni）は、イタリア共和国シチリア州カターニア県にある、人口約11,000人の基礎自治体（コムーネ）。

## 地理

### 位置・広がり

#### 隣接コムーネ
隣接するコムーネは以下の通り。
- ペダーラ
- サン・ジョヴァンニ・ラ・プンタ
- ヴィアグランデ
- ザッフェラーナ・エトネーア